# برونسمارک
برونسمارک (به آلمانی: Brunsmark) یک شهر در آلمان است که در هرتسوگتوم لاونبورگ واقع شده‌است. برونسمارک ۱۵۳ نفر جمعیت دارد.